# Serie A
För andra betydelser, se Serie A (olika betydelser).
Serie A är den högsta divisionen i fotboll för herrar i Italien. Serie A startade säsongen 1929/1930. Åren 1898–1929 korades italienska mästare genom ett slutspel som spelades mellan de främsta lagen i olika lokala serier.

## Format
Formatet har varierat mycket genom åren. För närvarande deltar 20 lag i Serie A. Sedan säsongen 1994/1995 tilldelas det vinnande laget i en match tre poäng för seger, i stället för som tidigare, två. I slutet av säsongen tilldelas det vinnande laget lo scudetto (italienska för "lilla skölden") som bevis på att man är regerande mästare. De tre lägst placerade lagen flyttas direkt ned till Serie B.

## Historia

Scudetton, symbolen för serieseger.

Under perioden 1898–1929 spelades inga nationella serier. Serie A, med 18 lag, infördes säsongen 1929/1930. Antalet lag i serien har varierat under åren, och sedan säsongen 2004/2005 spelar 20 lag i Serie A.
Serie A hade en storhetstid i slutet av 1980-talet och början av 1990-talet, då den av många ansågs vara världens främsta.
2006 skakades den italienska fotbollen av stor skandal, calciopoli. Det kom fram att flera lag i Serie A hade mutat domare, och en omfattande polisutredning följde. Juventus fick hårdast straff, resultatet blev två förlorade ligatitlar och degradering till Serie B.

## "Trippeln"
Följande säsonger har angivet lag vunnit "trippeln", det vill säga Uefa Champions League, Serie A och Coppa Italia.
- 2009/2010 - Inter

## Klubbar säsongen 2023/2024
| Lag           | Ort       | Stadium                                  | Kapacitet |
| ------------- | --------- | ---------------------------------------- | --------- |
| Atalanta      | Bergamo   | Gewiss Stadium                           | 25 000    |
| Bologna       | Bologna   | Stadio Renato Dall'Ara                   | 38 279    |
| Cagliari      | Cagliari  | Stadio Sant'Elia                         | 16 416    |
| Empoli        | Empoli    | Stadio Carlo Castellani                  | 16 284    |
| Fiorentina    | Florens   | Stadio Artemio Franchi                   | 47 282    |
| Frosinone     | Frosinone | Stadio Benito Stirpe                     | 16 227    |
| Genoa         | Genua     | Stadio Luigi Ferraris                    | 36 685    |
| Hellas Verona | Verona    | Stadio Marc'Antonio Bentegodi            | 39 371    |
| Inter         | Milano    | Stadio Giuseppe Meazza (San Siro)        | 80 018    |
| Juventus      | Turin     | Juventus Stadium                         | 41 507    |
| Lazio         | Rom       | Stadio Olimpico                          | 73 000    |
| Lecce         | Lecce     | Stadio Ettore Giardiniero - Via del Mare | 31 533    |
| AC Milan      | Milano    | Stadio Giuseppe Meazza (San Siro)        | 80 018    |
| Monza         | Monza     | Stadio Brianteo                          | 16 917    |
| Napoli        | Neapel    | Diego Armando Maradona-stadion           | 60 240    |
| Roma          | Rom       | Stadio Olimpico                          | 73 000    |
| Salernitana   | Salerno   | Stadio Arechi                            | 37 000    |
| Sassuolo      | Sassuolo  | Mapei Stadium – Città del Tricolore      | 23 717    |
| Torino        | Turin     | Stadio Olimpico di Torino                | 28 140    |
| Udinese       | Udine     | Stadio Friuli                            | 25 144    |

## Statistik
| Rang                                    | Spelare              | Mål |
| --------------------------------------- | -------------------- | --- |
| 1                                       | Silvio Piola         | 274 |
| 2                                       | Francesco Totti      | 250 |
| 3                                       | Gunnar Nordahl       | 225 |
| 4                                       | José Altafini        | 216 |
| 4                                       | Giuseppe Meazza      | 216 |
| 6                                       | Antonio Di Natale    | 209 |
| 7                                       | Roberto Baggio       | 205 |
| 8                                       | Kurt Hamrin          | 190 |
| 9                                       | Giuseppe Signori     | 188 |
| 9                                       | Alessandro Del Piero | 188 |
| 9                                       | Alberto Gilardino    | 188 |
| Aktiva i dag: (Uppdaterat 29 juli 2020) |                      |     |
| 17                                      | Fabio Quagliarella   | 164 |
| 37                                      | Ciro Immobile        | 135 |
| 39                                      | Zlatan Ibrahimović   | 132 |
| 47                                      | Gonzalo Higuaín      | 125 |
| 52                                      | Mauro Icardi         | 121 |
| 58                                      | Giampaolo Pazzini    | 115 |
| 61                                      | Edinson Cavani       | 112 |
| 83                                      | Marek Hamšík         | 100 |
| 91                                      | Goran Pandev         | 94  |
| 94                                      | Dries Mertens        | 93  |

| Rang                                    | Spelare            | Matcher |
| --------------------------------------- | ------------------ | ------- |
| 1                                       | Gianluigi Buffon   | 648     |
| 2                                       | Paolo Maldini      | 647     |
| 3                                       | Francesco Totti    | 619     |
| 4                                       | Javier Zanetti     | 615     |
| 5                                       | Gianluca Pagliuca  | 592     |
| 6                                       | Dino Zoff          | 570     |
| 7                                       | Pietro Vierchowod  | 562     |
| 8                                       | Roberto Mancini    | 541     |
| 9                                       | Silvio Piola       | 537     |
| 10                                      | Enrico Albertosi   | 532     |
| Aktiva i dag: (Uppdaterat 29 juli 2020) |                    |         |
| 1                                       | Gianluigi Buffon   | 648     |
| 24                                      | Samir Handanović   | 469     |
| 27                                      | Fabio Quagliarella | 460     |
| 39                                      | Goran Pandev       | 435     |
| 64                                      | Marek Hamšík       | 401     |
| 82                                      | Giorgio Chiellini  | 391     |
| 98                                      | Giampaolo Pazzini  | 383     |
| 115                                     | Felipe             | 376     |
| 123                                     | Sergio Floccari    | 369     |
| 132                                     | Andrea Consigli    | 366     |